# 전수창
전수창(1992년 6월 23일 ~ )은 대한민국의 뮤지컬 배우다.

## 방송
- 더블 캐스팅 (2020) - Top71

## 공연
- 여명의 눈동자 (2020)
- 코스프레 파파 - 안산 (2020)